# VR Bank Main-Kinzig-Büdingen
Die VR Bank Main-Kinzig-Büdingen eG (VR Bank MKB) ist eine deutsche Genossenschaftsbank in der Rechtsform einer eingetragenen Genossenschaft mit Sitz in Büdingen.

## Geschäftsgebiet

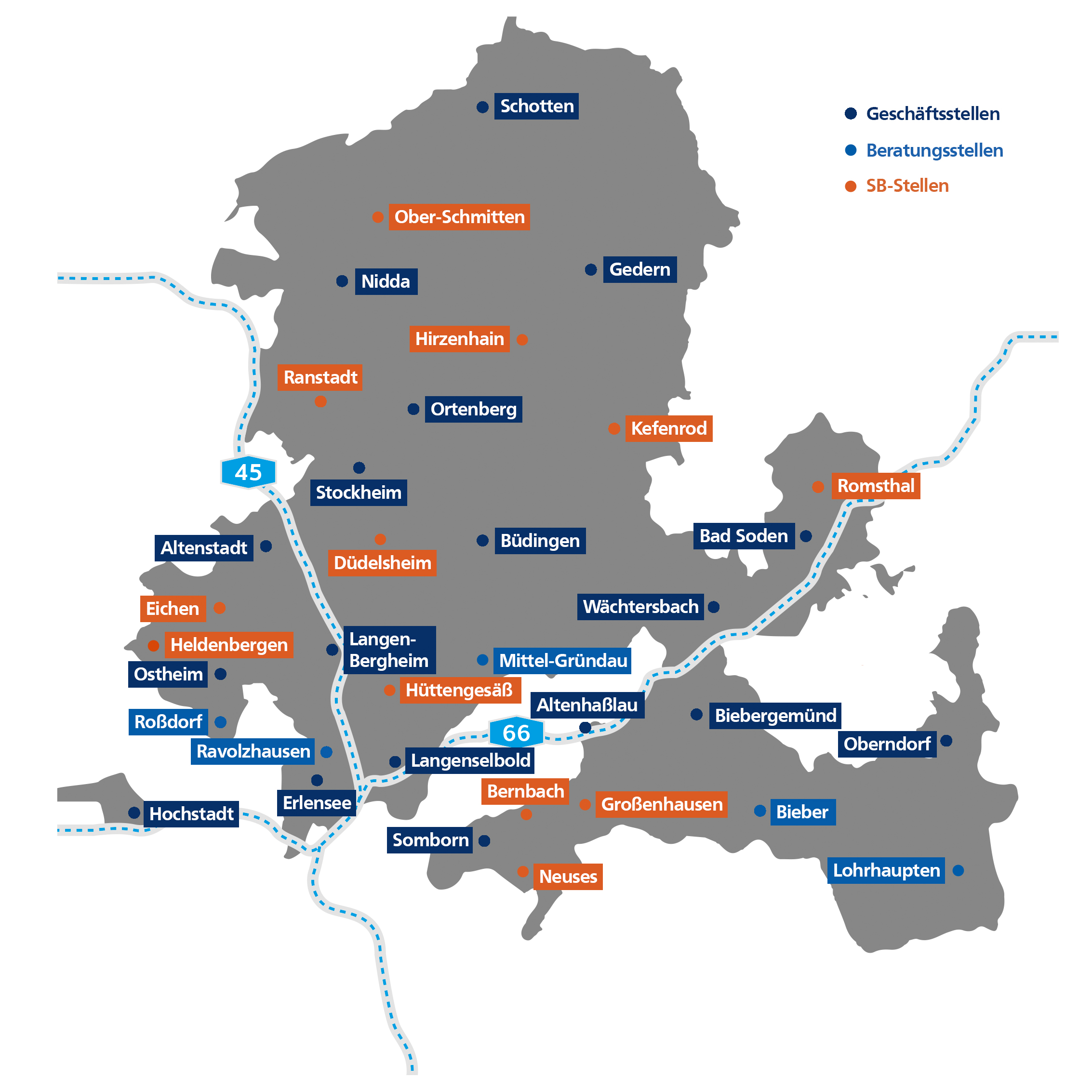
Geschäftsgebiet der VR Bank Main-Kinzig-Büdingen eG

Das Geschäftsgebiet der VR Bank erstreckt sich von Schotten, Gedern und Nidda im Norden über Büdingen und Altenhaßlau bis nach Somborn im Süden. Von West nach Ost gehören Maintal, Nidderau, Langenselbold und Wächtersbach bis nach Bad Soden-Salmünster, Romsthal und Flörsbachtal im Spessart zum Geschäftsgebiet.

## Geschichte

Stammbaum der VR Bank Main-Kinzig-Büdingen eG

Die VR Bank Main-Kinzig-Büdingen entstand in ihrer heutigen Form im Jahr 2009 durch den Zusammenschluss der VR Bank Main-Kinzig (mit Sitz in Langenselbold) mit der Volksbank eG, Büdingen.
Nachdem 1840 bereits die Spar- und Leihkasse Büdingen entstand, wurde 1862 mit der „Spar- und Leihkasse“ in Altenstadt die erste Genossenschaftsbank in der Region gegründet. Es war die erste Vorgängerbank der heutigen VR Bank Main-Kinzig-Büdingen eG. In den Folgejahren entstanden eine Vielzahl lokaler Genossenschaftsbanken. Insbesondere das preußische Genossenschaftsgesetz von 1867, dass in vielen deutschen Staaten Nachahmer fand, förderte die Gründungen.
1937 fand in Ostheim die erste von insgesamt 56 Fusionen auf dem Weg zur heutigen Bank statt. 1972 wurde im Kreditwesen- und im Genossenschaftsgesetz das „Vier-Augen-Prinzip“ eingeführt. Eine Vielzahl von kleinen Genossenschaftsbanken musste daraufhin sich mit anderen zusammenschließen. Auch im Gebiet der heutigen Büdinger Volksbank fand auf Gemeindeebene eine Welle von Zusammenschlüsse von Volks- und Raiffeisenbanken statt. In den 90er Jahren erfolgten weitere Fusionen zur Kostenreduzierung. Gab es bis dahin oft nur Zusammenschlüsse auf Gemeindeebene, werden nun überörtliche Fusionen durchgeführt. Beispiele sind die Vereinigungen von Büdingen, Altenstadt und Gedern, Schotten und Nidda, Langenselbold und Nidderau, Nordspessart und Freigericht sowie Bad Soden-Salmünster und Wächtersbach. In der Folgezeit kommt es zu weiteren Fusionen von Mittel- und Unterzentren bis hin zur heutigen VR Bank Main-Kinzig-Büdingen eG.

## Verbundpartner
Die VR Bank Main-Kinzig-Büdingen eG gehört zur genossenschaftlichen Finanzgruppe. Sie arbeitet in einem Verbund eng mit folgenden Unternehmen zusammen:
- Bausparkasse Schwäbisch Hall
- DG HYP
- DZ Bank
- R+V Versicherung AG
- Union Investment
- VR Smart Finanz
- EasyCredit
- Münchener Hypothekenbank

## Regionales Engagement
Mit dem regionalen Förderprogramm „Gemeinsam mehr erreichen“ unterstützt die VR Bank gemeinnützige Vereine aus der Region. Am Programm teilnehmen können alle Vereine, die Kunden bei der Bank sind. Nach Angaben der Bank betrug der Förderbetrag im Jahr 2024 insgesamt 539.738 Euro. Gefördert werden Freiwillige Feuerwehren, Sportvereine, Musik- und Gesangvereine, Schulen, Gemeinden und Gemeinde-Kindergärten, karitative Einrichtungen, Kirchen und kirchliche Kindergärten sowie Kulturvereine.